# Monts Sutton
Monts Sutton är en bergskedja i provinsen Québec i Kanada och delstaten Vermont i USA. Högsta punkten i Monts Sutton är 793 meter över havet.